# Влад Кирикеш
Влад Кирикеш (на румънски: Vlad Chiricheș), роден на 14 ноември 1989 г. в Бакъу, Румъния, е румънски футболист, централен защитник, настоящ играч на румънския ФКСБ.

## Клубна кариера

### Юноша
Започва да тренира футбол в родния си Бакъу, преди да премине в Ардялул Клуж. Там талантът му не остава незабелязан, и през 2007 г. преминава за една година в академията на Бенфика в Португалия.

### Начало на кариерата
След като прекарва една година в Португалия, Кирикеш се завръща в Румъния, като подписва договор с втородивизионния отбор Интернационал, помагайки му да спечели промоция за Лига I през 2009 г. В края на следващия сезон обаче отборът се разпада, и Кирикеш, заедно с много свой съотборници, преминава в Пандури. Близо е и до трансфер в Стяуа, но Виктор Пицурка – треньорът на Стяуа, проваля сделката.

### Стяуа Букурещ
След един силен сезон с екипа на Пандури, трансферът в Стяуа този път е осъществен. С екипа на стелистите достига до 1 / 8–финалната фаза на Лига Европа, като отбелязва 3 гола в турнира. Силните му изяви привличат вниманието на редица европейски отбори.

### Тотнъм
На 24 август 2013 г. Тотнъм плаща на Стяуа € 9.5 милиона евро за правата на Кирикеш. Кирикеш прекарва общо два сезона с екипа на шпорите, но не успява да се наложи като титуляр в защитата, заради което напуска след края на сезон 2014 / 15.

### Наполи
От 30 юли 2015 г. е играч на италианския Наполи. Сумата по трансфера е £4.5 милиона паунда.

## Национален отбор
Прави дебюта си за националния отбор на 2 септември 2011 г. в евроквалификация срещу Люксембург. На 6 септември 2013 г. за пръв път излиза като капитан на националния отбор – в световна квалификация срещу Унгария. С екипа на националния отбор участва и на Евро 2016.